# Уиллиг, Джордж
Джордж Уиллиг (англ. George Willig; род. 11 июня 1949 года, Куинс, Нью-Йорк, США) — американский промышленный альпинист, каскадёр, писатель, прозванный «Человек-муха» (Human Fly) и «Человек-паук» (The Spiderman). Широкую известность приобрёл после того, как в 1977 году взобрался по внешней стороне стены на 110-этажную Южную башню Всемирного торгового центра в Нью-Йорке.

## Биография
Родился 11 июня 1949 года в Куинсе, Нью-Йорк. До того, как заняться трюками, работал изготовителем игрушек.
26 мая 1977 года он по внешней стороне стены взобрался на Южную башню Всемирного торгового центра в Нью-Йорке и был задержан полицией, когда оказался на крыше 110-этажного здания. На восхождение Уиллиг потратил три с половиной часа, после чего заплатил штраф за нарушение общественного порядка в размере 1 доллара 10 центов — по одному центу за каждый преодолённый этаж. Трюк Уиллига засняли на киноплёнку. Позже кинокадры его восхождения демонстрировались американским телевидением в многочисленных развлекательных шоу и спортивных программах.
Приобретя известность, Джордж Уиллиг стал принимать участие в различных телепередачах, работал каскадёром, исполнял трюки в сериале «Человек на шесть миллионов долларов». В 1979 году он опубликовал книгу под названием Going It Alone.
В 1980-е гг. Уиллиг в значительной степени исчез из публичного пространства. В 1990-е о нём также мало кто слышал; в те годы он проживал в Калифорнии, в долине Сан-Фернандо, где был занят работой по реконструкции коммерческих зданий.
После терактов 11 сентября 2001 года, в которых были уничтожены обе башни Всемирного торгового центра, Уиллиг на короткое время заявил о себе; он снова стал давать интервью, появляться в заголовках газет. По словам Уиллига, его восхождение 1977 года могло привлечь повышенное внимание к башням-близнецам и послужить подспорьем в выборе цели для совершения теракта. Позднее он пересмотрел это заявление, сказав, что сделал его в состоянии гнева и траура в те страшные для Америки дни, и подчеркнул, что чувствует себя счастливым оттого, что покорил одно из зданий Всемирного торгового центра.